# 83-42
83-42 — скалистый островок в Северном Ледовитом океане, который претендует на звание самой северной точки суши на Земле. Его также называют остров Шмидта в честь его первооткрывателя Денниса Шмидта. Он имеет размеры 35 м в длину, 15 м в ширину, 4 м в высоту и находится в 699,8 километрах от Северного Полюса. Когда он был обнаружен в 1998 году, на нём были найдены растущие лишайники, что свидетельствовало о том, что это не просто временный гравийный бар, которые так часто встречаются в этой местности.
Остров был официально открыт 6 июля 2003 года американской экспедицией во главе с Деннисом Шмиттом и Фрэнком Ландсбергером. Участники экспедиции дали ему неофициальное название 83-42, отражающее его широту 83 градуса и 42 минуты северной широты.
Чтобы признать 83-42 сухопутным районом, требуется, чтобы этот район постоянно возвышался над водой, даже во время прилива. Учитывая размеры этого острова, сомнительно, обладает ли этим свойством 83-42. По словам его первооткрывателя, остров состоит из горных пород и валунов, относительно стойкого материала, а не легко разрушимого песчано-гравийного. Высота около 4 метров над поверхностью воды может указывать на то, что 83-42 — это постоянный остров, учитывая слабый приливный эффект в Северном Ледовитом океане.
В большинстве книг по географии остров Каффеклуббен до сих пор упоминается как самая северная точка Земли. Если 83-42 будет присвоен статус постоянного острова, то это будет самый северный участок на Земле. Поскольку классификация земельного участка как острова не зависит от его размера, то 83-42 также станет самым северным островом в мире.
Существуют и другие острова, которые были номинированы на звание самого северного острова земли: ATOW1996, RTOW2001 и Оодаак, но это не постоянные острова, а скорее полупостоянные гравийные бары, которые к тому же находятся немного южнее острова 83-42.